# Laniellus
Laniellus là một chi chim trong họ Leiothrichidae.

## Các loài
- Mi núi Bà, mi Langbiang, Laniellus langbianis
- Mi đốm, Laniellus albonotatus